# Stanislav Žalud
Stanislav Žalud (22. února 1932 Přerov – 14. listopadu 2023) byl český architekt a politik, po sametové revoluci československý poslanec Sněmovny lidu Federálního shromáždění za Občanské fórum, později za ODS, od 90. let komunální politik ODS v Přerově.

## Biografie
V letech 1957–1960 vyučoval odborné předměty na SPSŠ v Lipníku nad Bečvou. V období let 1960–1961 pracoval v podniku Přerovské strojírny v Přerově a do roku 1965 byl vedoucím odboru územního plánování na ONV ve Vyškově. V letech 1968–1969 zastával funkci hlavního architekta města Nový Jičín. Do roku 1970 pak byl památkovým architektem v Novém Jičíně. Během normalizace byl profesně omezován z ideologických důvodů.
Ve volbách roku 1990 byl zvolen za OF do Sněmovny lidu (volební obvod Severomoravský kraj). Po rozkladu Občanského fóra přestoupil v roce 1991 do poslaneckého klubu ODS. Mandát obhájil ve volbách roku 1992. Ve Federálním shromáždění setrval do zániku Československa v prosinci 1992.
V komunálních volbách roku 1994 byl zvolen do zastupitelstva Přerova za ODS. V senátních volbách roku 1996 kandidoval za ODS neúspěšně do horní komory českého parlamentu za Senátní obvod č. 63 – Přerov. Porazila ho Jitka Seitlová.
V roce 2009 se uvádí jako člen místního sdružení ODS v Přerově. Počátkem 21. století byl v období rivality dvou místních sdružení ODS v Přerově ze strany dočasně vyloučen (v roce 2001 se uvádí jako člen frakce ODS – Pravicový klub). Před parlamentními volbami roku 2010 podpořil TOP 09. Angažoval se ve skautském hnutí.